# Burmesische Badmintonmeisterschaft 1985
Die Burmesische Badmintonmeisterschaft 1985  fand bereits vom 30. September bis zum 3. Oktober 1984 im West Rangoon National Badminton Gymnasium in Rangun statt.

## Medaillengewinner
| Disziplin    | Gold                      | Silber                  |
| ------------ | ------------------------- | ----------------------- |
| Herreneinzel | Win Tun Htein             | Myo Thant               |
| Dameneinzel  | Mya Lay Sein              | Marlar Myint            |
| Herrendoppel | Maung Maung Win Tun Htein | Myint Han Myo Thant     |
| Damendoppel  | May Zaw Oo Mya Lay Sein   | Khin Khin Aye Kyaw Kyaw |
| Mixed        | Win Tun Htein Kyaw Kyaw   | Soe Naing Mya Lay Sein  |